# Кроус-Нест (Індіана)
Кроус-Нест (англ. Crows Nest) — місто (англ. town) в США, в окрузі Меріон штату Індіана. Населення — 67 осіб (2020).

## Географія
Кроус-Нест розташований за координатами 39°51′23″ пн. ш. 86°10′9″ зх. д. / 39.85639° пн. ш. 86.16917° зх. д. (39.856481, -86.169064).  За даними Бюро перепису населення США в 2010 році місто мало площу 1,11 км², уся площа — суходіл.

## Демографія
Згідно з переписом 2010 року, у місті мешкали 73 особи в 34 домогосподарствах у складі 28 родин. Густота населення становила 66 осіб/км².  Було 38 помешкань (34/км²).
Расовий склад населення:
| - 97,3 % — білих - 2,7 % — чорних або афроамериканців |

До двох чи більше рас належало 0,0 %. Частка іспаномовних становила 1,4 % від усіх жителів.
За віковим діапазоном населення розподілялося таким чином: 4,1 % — особи молодші 18 років, 69,9 % — особи у віці 18—64 років, 26,0 % — особи у віці 65 років та старші. Медіана віку мешканця становила 60,3 року. На 100 осіб жіночої статі у місті припадало 114,7 чоловіків;  на 100 жінок у віці від 18 років та старших — 112,1 чоловіків також старших 18 років.
Середній дохід на одне домашнє господарство  становив 400 679 доларів США (медіана — 191 458), а середній дохід на одну сім'ю — 288 388 доларів (медіана — 163 750). 
Цивільне працевлаштоване населення становило 55 осіб. Основні галузі зайнятості: виробництво — 25,5 %, науковці, спеціалісти, менеджери — 16,4 %, освіта, охорона здоров'я та соціальна допомога — 14,5 %, роздрібна торгівля — 12,7 %.